# Йонен канал
Йонни канали са участъци от клетъчната мембрана, които са изградени от сложни по състав белтъци. Основната им функция е да пренасят различни видове йони във и извън клетката. Могат да бъдат натриеви, калиеви, калциеви или хлоридни. Имат много важно участие в развитието на клетката и в поддържането на постоянната ѝ вътреклетъчна среда.

## Структура
Йонните канали са изградени от наколко основни части:
- външно устие
- филтър
- вътрешно устие
- две активационни врати

За разлика от порите, които са непрекъснато отворени, йонните канали притежават активационни врати, които в даден момент могат да се затворят и да прекъснат потока от йони от или към вътрешността на клетката.